# هوآیان
مکتب هوآیان (انگلیسی: Huayan) یکی از شاخه‌های آیین بودایی مهایانه است که در دوران دودمان تانگ (۶۱۸–۹۰۷ میلادی) در چین شکل گرفت.
مکتب هوآیان یکی از تأثیرگذارترین مکاتب فلسفی در آیین بودایی است. از مهم‌ترین آموزه‌های آن می‌توان به این عقیده اشاره کرد که «یک، همه است و همه، یک است» و این‌که واقعیت نهایی با دنیای ظاهری و فریبنده تفاوتی ندارد. هوآیان معتقد است که درک این حقیقت به همدلی جهانی می‌انجامد. این مکتب به دلیل تحلیل‌های عمیقش، به‌ویژه در گفت‌وگوی تیرهای سقف از فازانگ و اثر سرچشمهٔ انسانیت از زونگ‌می شهرت دارد.
مکتب هوآیان در آیین بودایی چین یکی از برجسته‌ترین مکاتب فلسفی مهایانه به‌شمار می‌رود. این مکتب بر درهم‌تنیدگی همه چیز در جهان تأکید دارد و از استعاره‌هایی مانند تور ایندرا برای توضیح این ارتباط استفاده می‌کند. با این‌که هوآیان منبعی ارزشمند برای بوداییان امروزی است، کمتر کسی با آموزه‌های آن آشناست.
حتی در دوران گذشته نیز این مکتب چندان غالب نبود. مفسران برجستهٔ آن بین قرن ششم تا نهم میلادی فعال بودند و آثار پیچیده و دشوارشان چندان خوانده نشد. این مکتب هرگز جایگاه مؤسسه‌ای پایداری در چین نیافت و امروزه تنها در ژاپن با نام کِگون به‌طور محدود باقی مانده است.

## پیشینه
این مکتب بر اساس سوترای گل‌آرایی (Avataṃsaka Sūtra) و آموزه‌های چهره‌های برجسته‌ای مانند ژی‌یَن (۶۰۲–۶۶۸)، فازانگ (۶۴۳–۷۱۲)، چِنگ‌گوان (۷۳۸–۸۳۹)، زونگ‌می (۷۸۰–۸۴۱) و لی تونگ‌شوان (۶۳۵–۷۳۰) بنا شده است.
نام دیگر این مکتب شیان‌شو است که از نام دیگر فازانگ گرفته شده است. در کشورهای دیگر شرق آسیا، این مکتب با نام هوآئوم در کره، کِگون در ژاپن و هوا نگیِم در ویتنام شناخته می‌شود.
پیروان هوآیان، سوترای گل‌آرایی را برترین آموزش بودا می‌دانند و علاوه بر آن، از متون و آموزه‌های دیگر مانند بیداری ایمان در مهایانه و فلسفه‌های مادیَمه‌که (میانه‌گرایی) و یوگاچارَه (فلسفه آگاهی) نیز بهره می‌برند. آموزه‌های این مکتب، به‌ویژه در زمینه درهم‌تنیدگی همه چیز در جهان، پیدایش همه پدیده‌ها از یک منشأ واحد، و حضور همیشگی بودایی‌گری در همه جا، تأثیر زیادی بر آیین بودایی در چین و سایر کشورهای شرق آسیا داشته است. همچنین، برخی پژوهشگران این مکتب را پایهٔ فلسفی اصلی ذن (چان) می‌دانند.
نام هوآیان که به‌معنی «گل‌آرایی» است، از سوترای گل‌آرایی (Avataṃsaka Sūtra) گرفته شده است. این مکتب تحت تأثیر آموزه‌های مادیَمه‌که (میانه‌گرایی)، یوگاچارَه (فلسفه آگاهی) و اثر بیداری ایمان در مهایانه بوده، اما در تفسیر «تهیگی» (śūnyatā) به‌عنوان «درهم‌تنیدگی» و دادن ارزش ذاتی به جهان طبیعی، رویکردی چینی دارد. این مکتب به کره (با نام هوآئوم) و ژاپن (با نام کِگون) گسترش یافت.
پس از سرکوب بودیسم در چین توسط امپراتور ووزونگ (۸۴۲–۸۴۶ میلادی)، مکتب هوآیان از رونق افتاد، اما آموزه‌ها، مفاهیم و زبان آن تأثیر عمیقی بر ذن (چان) بودیسم و فلسفهٔ نئوکنفوسیوسی در دوران سونگ و مینگ گذاشت.